# Davidiella pogostemonis
Davidiella pogostemonis är en svampart som först beskrevs av Khokhr., och fick sitt nu gällande namn av Aptroot 2006. Davidiella pogostemonis ingår i släktet Davidiella och familjen Davidiellaceae.   Inga underarter finns listade i Catalogue of Life.